# Велики Кобелячок (река)
Велики Кобелячок е река в Централна Украйна, Полтавска област, Новосанжарски район, дясен приток на Ворскла, от басейна на Днепър. Дължината ѝ е 29 km. Отводнява при село Супротивна Балка.
Велики Кобелячок извира на север от село Супротивна Балка. Тя протича главно в южнита и югоизточна посока. Тече по дълбока долина, понякога покрай стръмни склонове. Заливно на реката често е блатиста. В ближост до село Маркивка е изградена езерце. В близост до устието на меандрива. Влива се отдясно в Ворскла.
Площта на водосборния басейн на реката е 587 km2.
Основни притоци:
- Вовча (десен)
- Мали Кобелячок (ляв)

По течението на реката са разположени 2 населени места, в т.ч. 2 села:
- Кобеляцки район – Кобеляки
- Новосанжарски район – Велики Кобелячок

## Топографски карти
- Лист от карта M-36-105 Кобеляки. Мащаб: 1 : 100 000. Състояние на местността към 1989 год. Издание 1990 г.
- Лист от карта M-36-93 Решетиловка. Мащаб: 1 : 100 000. Състояние на местността към 1984 год. Издание 1992 г.